# Föresjön (Burseryds socken, Småland, 635031-134764)
Föresjön är en sjö i Gislaveds kommun i Småland och ingår i Ätrans huvudavrinningsområde. Sjön har en area på 0,157 kvadratkilometer och ligger 157,3 meter över havet.

## Delavrinningsområde
Föresjön ingår i det delavrinningsområde (635049-134470) som SMHI kallar för Utloppet av Spaden. Avrinningsområdets medelhöjd är 150 meter över havet och ytan är 26,87 kvadratkilometer. Det finns ett delavrinningsområde uppströms, och räknas det in blir den ackumulerade arean 33,96 kvadratkilometer. Spadå som avvattnar avrinningsområdet har biflödesordning 4, vilket innebär att vattnet flödar genom totalt 4 vattendrag innan det når havet efter 118 kilometer. Delavrinningsområdet består mestadels av skog (65 procent). Avrinningsområdet har 3,57 kvadratkilometer vattenytor vilket ger det en sjöprocent på 13,3 procent.